# یک‌روزه‌ها
یک‌روزه‌‌ها (نام علمی: Ephemeroptera) نام یک راسته از زیررده بال‌داران است. به‌خاطر این که عمر این حشرات بالغ بسیار کوتاه است و پس از آن که حشره بالغ می‌شود، تنها یک یا دو روز عمر می‌کند و بیش از سه روز زنده نمی‌ماند به آن‌ها یک‌روزه‌‌ می‌گویند.
یک‌روزه‌‌ها حشراتی با بال‌های غشایی و تعداد زیادی رگ‌بال هستند و عموماً بال‌های عقبی آنها کوچکتر از بال‌های جلویی است. حشرات بالغ در انتهای بدن دارای زائده‌های بلندی می‌باشند. تا قبل از بلوغ، در داخل آب زندگی می‌کنند و از انواع گیاهان مختلف در داخل آب تغذیه می‌کنند. پوره‌های این حشرات در طرفین بدن دارای زوائد برگ‌مانندی که در واقع همان پیوست‌های تنفسی هستند که به وسیله آن اکسیژن محلول آب را جذب می‌کنند. در انتهای بدن نیز دارای پیوست‌هایی هستند. یک روزه‌ها از نظر تغذیهٔ ماهی‌ها اهمیتی ویژه زیادی دارند و یکی از بخش‌های مهم در جیره غذایی ماهی‌های آب‌های شیرین هستند.
این حشره به خاطر عمر کوتاهش در آثار برخی هنرمندان به نمادی برای اشاره به کوتاه بودن زندگی انسان بدل شده است.